# エーリク2世 (デンマーク王)
エーリク2世イムーネ（デンマーク語：Erik 2. Emune, 1090年ごろ - 1137年9月18日）は、デンマーク王（在位：1134年 - 1137年）。銘記王（Emune）とよばれる。デンマーク王エーリク1世の庶子。叔父ニルスに対し反乱を起こし、1134年に王位についた。敵対者を厳しく罰し、支持者には十分な報酬を与えた。1137年に臣下に殺害され、甥のエーリク3世が王位を継承した。

## 生涯

### 即位以前
エーリクはデンマーク王エーリク1世とその愛妾の間に庶子として1090年ごろに生まれた。異母弟クヌーズ・レーヴァートからデンマークのいくつかの島を所領として与えられ、メン島、ロラン島およびファルスター島の伯爵としてこれらの島々を統治した。1131年にクヌーズ・レーヴァートが暗殺された際、エーリクは異母兄のハーラル・ケシャとともにデンマーク王ニルスに対する反乱に加わった。エーリクは1131年4月にスコーネでエーリク2世としてデンマーク対立王に選出された。しかしハーラル・ケシャはエーリクに対して嫉妬の念を抱き、鞍替えしてニールス王を支持するようになった。
エーリクの軍は、1131年のユトランド半島のイェリングでの戦いやシェラン島でのヴァーブロの戦いなど、ニールスとその息子マグヌス強王に対する戦闘に幾度となく敗北し、スコーネに逃亡した。この退却から、エーリクは 「兎足」 というあだ名を名付けられたと言う。エーリクは、神聖ローマ皇帝ロタール3世に対し自身の王位獲得に支援するよう説得したが失敗に終わり、ノルウェー王マグヌス4世に支援を求めることもかなわなかった。1134年にスコーネ地方に帰還したエーリクは、その地でルンド大司教アッサーの支援を獲得することに成功し、最終的にロタール3世の支援も得ることができた。そして1134年、両者の支援の下でエーリクはニールス率いるデンマーク軍と対決した。彼はドイツから派遣された騎馬傭兵部隊を率いてスコーネ地方フォテヴィクでニールス王と決戦し、遂にデンマーク軍を撃破した。ニールス王は同年に亡くなった。

### 治世
エーリクは、ルンド近郊のケーヴリンゲヴェーゲンに位置するラーバックシャレンという地で開催されたスコーネ議会においてデンマーク王位就任を宣言した。その後、エーリクはルンドを首都とした。フォテヴィクでの圧倒的な勝利により、エーリクは「兎足」に代わり「銘記王」というあだ名で呼ばれるようになった。一方、異母兄ハーラル・ケシャもデンマークに戻り、シュレースヴィヒのウアネホーゼで対立王への即位を宣言した。エーリクはハーラル・ケシャを追い詰め、ハーラル・ケシャとその息子たちを殺害したが、ハーラルの息子のうちオーロフ・ハーラルセンだけがエーリクの追撃を張り切って逃げ延びたという。
その後、エーリクは自らの支配を強化し正当化しようとした。そして支持者に称号と特権を与え、アッサー大司教の甥エスキルをロスキレ教区の司教に任じた。
また、エーリクは暗殺された異母弟クヌーズ・レーヴァートを列聖するための運動を開始し、クヌーズの墓で起こった奇跡を示すためにリングステズに修道院を創建した。エーリクは王権神授説を確立させたいと考えており、クヌーズの列聖は王位に対するエーリクの主張を後押しするものであった。1170年、クヌーズ・レーヴァートは列聖された。
エーリクは敵に容赦ない支配者として知られていた。1136年夏、エーリクはバルト海のリューゲン島とその首都アルコナで、異教徒の住民に対する十字軍を開始した。エーリクは部下に街と島の他の部分との間に運河を掘るように命じた。運河の建設によりアルコナに飲料水を供給していた泉が干上がり、アルコナは降伏を余儀なくされた。アルコナでのこの勝利の前の1135年に、エーリクはデンマークの海岸近くの海戦でロスキレを略奪したポメラニア公ラティボル1世に従うレヒト族（西スラブ族）軍を破り、その1年後、コヌンガヘラ（現在のスウェーデンのクングエルブ）の戦いの後にこの都市も略奪した。エーリクはマグヌスのノルウェー遠征に加わったが失敗し、オスロの町をなんとか焼き払っただけであった。その後、シェラン島の貴族がエスキル司教の支援の下でエーリク王に対して反乱を起こすという事件が起きた。反乱勃発の報を受けたエーリクは、シェラン島からフュン島・ユトランドへと急速に拡大し始めていたこの反乱を鎮圧するために急いで北進し、反乱を鎮圧。そして反乱の黒幕・エスキル司教に多額の罰金を科した。

### 死
エーリク2世は1137年9月18日に殺害された。16世紀の歴史家アーリル・ヴィトウェルトによると、容赦がなく不人気な支配者であったエーリク2世は、1137年にウアネホーゼの議会において、在地貴族ソルテ・プロフに討たれたという。伝説によると、先端を木片で覆った槍を持ったまま王に近づく許可を求めたソルテ・プロフは、許しを得て王のもとに近寄った。そして、彼がチュニックの下にメイルを着用していないことを確認した上で、木片の覆いを足で蹴り外し槍をエーリク王に突き刺したという。エーリク2世の甥エーリク・ヘーコンスンは剣を手に前に出たが、貴族は王室で唯一の成人男性であるエーリク・ヘーコンスンが次の王位継承者であると見なし、エーリク・ヘーコンソンに落ち着くように言った：「矛をしまい給え、若きエーリクよ。旨そうな肉がそなたの皿に転がり込んできているぞ！」と。 伝説によると、ソルテ・プロフは逃げ延びたという 。エーリク2世はリーベ大聖堂に埋葬された。その後、甥エーリク・ヘーコンソンがエーリク3世としてデンマーク王位についた。

## 子女
1130年以前に、エーリク2世はキエフ大公ムスチスラフ1世とクリスティーナ・インゲスドッテルの娘マリムフリダと結婚した。マリムフリダはかつてノルウェー王シグルズ十字軍王の妃であった。エーリク2世は愛妾トゥンナとの間に庶子スヴェンをもうけ、スヴェンは後にデンマーク王スヴェン3世となった。